# LinguaLeo
Lingualeo — образовательная платформа для изучения и практики иностранного языка, построенная на игровой механике. Первоначально русскоязычный сервис локализован для турецкого и бразильского рынка, позже для испаноязычного рынка Латинской Америки и Испании. На декабрь 2015 года у Lingualeo было более 13 миллионов зарегистрированных пользователей, из них 9 миллионов в странах СНГ. К январю 2018 года общее число пользователей выросло до 17,5 миллионов.
Сервис доступен через приложения для iOS, Android и Windows Phone, как веб-приложение и расширение для браузера Google Chrome.
Название компании образовано от имени её талисмана и игрового персонажа — львёнка Лео.

## Методика обучения
Lingualeo называет свой подход «семь секретов изучения иностранного языка». Это понимание цели обучения, удовольствие от регулярных занятий, работа с живым языком, подражание носителям языка и доведение умений до автоматизма за счёт использования зрительной, слуховой и моторной памяти.
Пользователь начинает с прохождения теста на знание языка и заполняет список своих интересов. На их основе Lingualeo составляет персональный план обучения, выполнение которого в разных категориях навыков — от восприятия речи на слух до роста словарного запаса и числа грамматических ошибок — пользователь видит в личном кабинете.
Lingualeo предлагает изучать язык на интересных пользователю материалах: аудиокнигах и песнях, видеозаписях или текстах, размещённых в открытых источниках или загруженных другими участниками. Среди источников оригинального текста и аудио — выступления на конференциях TED и курсы образовательного сайта Coursera, тематические уроки, публикуемые в Evernote-блокноте.
Альтернативный вариант — закрытые курсы. В Lingualeo есть программы подготовки к ЕГЭ и TOEFL. Lingualeo даёт возможность создавать собственные курсы и делиться ими с другими участниками.
В процессе пользователь может самостоятельно выбирать незнакомые слова для упражнений или использовать тематические подборки. Доступны тренировки грамматики и произношения, игры, личный словарь с ассоциациями и журнал, в котором отмечается прогресс обучения. В мобильном приложении для платформы iOS также есть тренировки, направленные на улучшение скорости чтения и понимания прочитанного.

## Игровая модель
В обучении пользователя сопровождает Львёнок Лео, маскот Lingualeo. За полезные действия, тренировки, активность и платную подписку пользователь получает игровую валюту — фрикадельки, которые Лео съедает за добавление новых слов и фраз в личный словарь. Регулярно питаясь, Лео повышает свой уровень и делает доступными новые упражнения. Платная подписка даёт бесконечный запас фрикаделек.

## Бизнес-модель
Lingualeo работает по модели freemium: в бесплатной версии доступна часть тренировок, ограничено пополнение личного словаря. По заявлению самой компании, у Lingualeo около 4 % пользователей приобретают доступ к расширенным возможностям сервиса («Золотой статус» стоит 1990 руб. в год, тематические курсы — от 190 до 1500 руб.). По оценкам экспертов, привлечённых РБК, выручка LinguaLeo за 2013 год была около 5 млн долларов.
Lingualeo с 2015 года запустил сервис в испаноязычных странах, вложив в перевод и адаптацию материалов суммарно около $60 тысяч. За счёт нового рынка компания рассчитывает увеличить аудиторию вдвое — до 20 млн пользователей.

## История
Lingualeo — второй образовательный проект Айнура Абдулнасырова. Свою долю в «Клубе носителей языка», который помогал ученикам найти преподавателей, он продал за 7.5 миллионов рублей, чтобы на вырученные деньги начать работу над интернет-сервисом Lingualeo. Сервис был задуман как набор интересных подходов к обучению английскому языку в формате веб-приложения.

### 2009
В августе 2009 Айнур познакомился с Алексеем Одиным, который стал сооснователем проекта и отвечал за техническую часть продукта. Тогда же к компании присоединились Николай Шахматов и Анна Быковская.
В октябре 2009 Айнур вывез команду программистов на остров Ко Чанг в Таиланде на полгода для большего погружения в работу над продуктом, что впоследствии стало традицией. Блог о разработке на тропическом острове, который команда вела на сайте Хабрахабр, принёс Lingualeo первую известность и стал ролевой моделью для ряда технологических компаний. Там же на острове родилась идея использовать повышающего уровень львёнка Лео и Джунгли (медиатеку контента) как метафору потерянного в джунглях новой информации ученика.

### 2010
Первая версия Lingualeo, выпущенная в марте 2010 была абсолютно бесплатной для пользователей. 1 апреля 2010 года была запущена монетизация сервиса, за месяц продукт заработал около 15 000 рублей. Основатель компании ожидал выручку не менее 250 000 рублей, чтобы этого хватило для продолжения работы над сервисом в Москве. Содержание команды в Таиланде было дешевле, но это было временное решение, на полгода, как следствие временного разочарования в возможностях проекта, он был заморожен на полгода.
В ноябре Lingualeo получил высокую оценку на рабочей сессии «Начинай» в технопарке «Строгино», а на Молодёжном и инновационном конвенте в Перми Абдулнасыров познакомился с Сергеем Кузнецовым и Егором Руди, основателями образовательного проекта «Ваш Репетитор», repetitors.info, (ныне Eruditor Group), которые представили его их инвестору и бизнес-ангелу Игорю Рябенькому. Lingualeo был оценён в $1 млн (на тот момент 30 млн руб.), привлёк $200 тысяч, в рублях, 6 миллионов рублей личными займами от Игоря Рябенького и получил место в технопарке «Строгино». В том же месяце сервис впервые номинировался на Премию Рунета.

### 2011
В 2011 году Lingualeo начал расти, в мае получил 8 место в рейтинге стартап-команд, составленном рекрутинговым агентством Pruffi. С декабря по июль аудитория сервиса увеличилась с 60 000 пользователей до 200 000, в 15 раз выросло количество продаж платных сервисов. Lingualeo вышел на самоокупаемость.
В июле Lingualeo занял первое место в конкурсе бизнес-планов «Бизнес инновационных технологий», а в декабре стал «лучшим стартапом по мнению зрителей» и получил второе место в номинации «Глобальный стартап» премии «Стартап года». Lingualeo стал «лучшим веб-приложением» по версии «Софт года — 2011» от Mail.ru.
Кроме того, в августе 2011 года Lingualeo получил субсидию на развитие инновационного проекта от Департамента науки, промышленной политики и предпринимательства Москвы в размере 4 млн. 200 тыс. рублей.
В феврале 2011 года Дмитрий Молчанов покинул состав участников компании. В это же время в её состав вошли ещё трое лиц: Игорь Рябенький, Сергей Кузнецов, Егор Руди.

### 2012
В мае 2012 в состав участников компании вошел венчурный фонд Runa Capital. Компания оценивалась в $10 млн.
В июне года Lingualeo привлёк $3 млн за миноритарный пакет акций от вышеназванного фонда. По утверждению Абдулнасырова, это решение было принято совместно с уже инвестором компании Игорем Рябеньким, компания с 2010 года выбирала инвестора с экспертизой в SaaS, информационных технологиях, электронной коммерции и образовании, и до подписания инвестиционного меморандума с Runa общалась с 10 другими фондами. Вложения Runa Capital стали крупнейшей венчурной инвестицией в образовательный стартап в 2012 году.
После получения инвестиций Lingualeo вывез команду разработчиков в город Свети-Стефан в Черногории и за два с половиной месяца выпустил португальскую версию сервиса для выхода на бразильский рынок.
В ноябре Lingualeo занял третье место на Швейцарско-российской премии в области инноваций — Призе Суворова, получил премию «„Облака-2012“»,а в декабре был назван одним из пяти самых перспективных российских стартапов согласно Russian Startup Rating 2012 подготовленном при участии PricewaterhouseCoopers, Digital October и Russia Beyond the Headlines.
За 2012 г. выручка сервиса выросла в 7 раз, а Айнур Абдулнасыров, по его словам, сохранил контрольный пакет акций. Число пользователей достигло 3 млн. человек включая 100 000 в Бразилии.

### 2013
В 2013 году Lingualeo вошел в рейтинг «Коммерсантъ TOP Mobile Apps Pack», получил третье место в общем рейтинге и первое в рейтинге Потребительские услуги в рамках исследования стартапов, проведённого «Коммерсантом», стал номинантом «Сделано в России» в категории Предпринимательство и «Премии Рунета» в категории Технологии и инновации, получил награду «Облака для пользователей» по результатам народного голосования на конкурсе «Облака-2013».
По версии Wired Lingualeo занял 7 место в списке самых «горячих» российских стартапов, а The Next Web присудил сервису первое место в Russian Startup Award 2013.
В данный период времени к компании присоединились 500 STARTUPS II, L.P.

### 2014

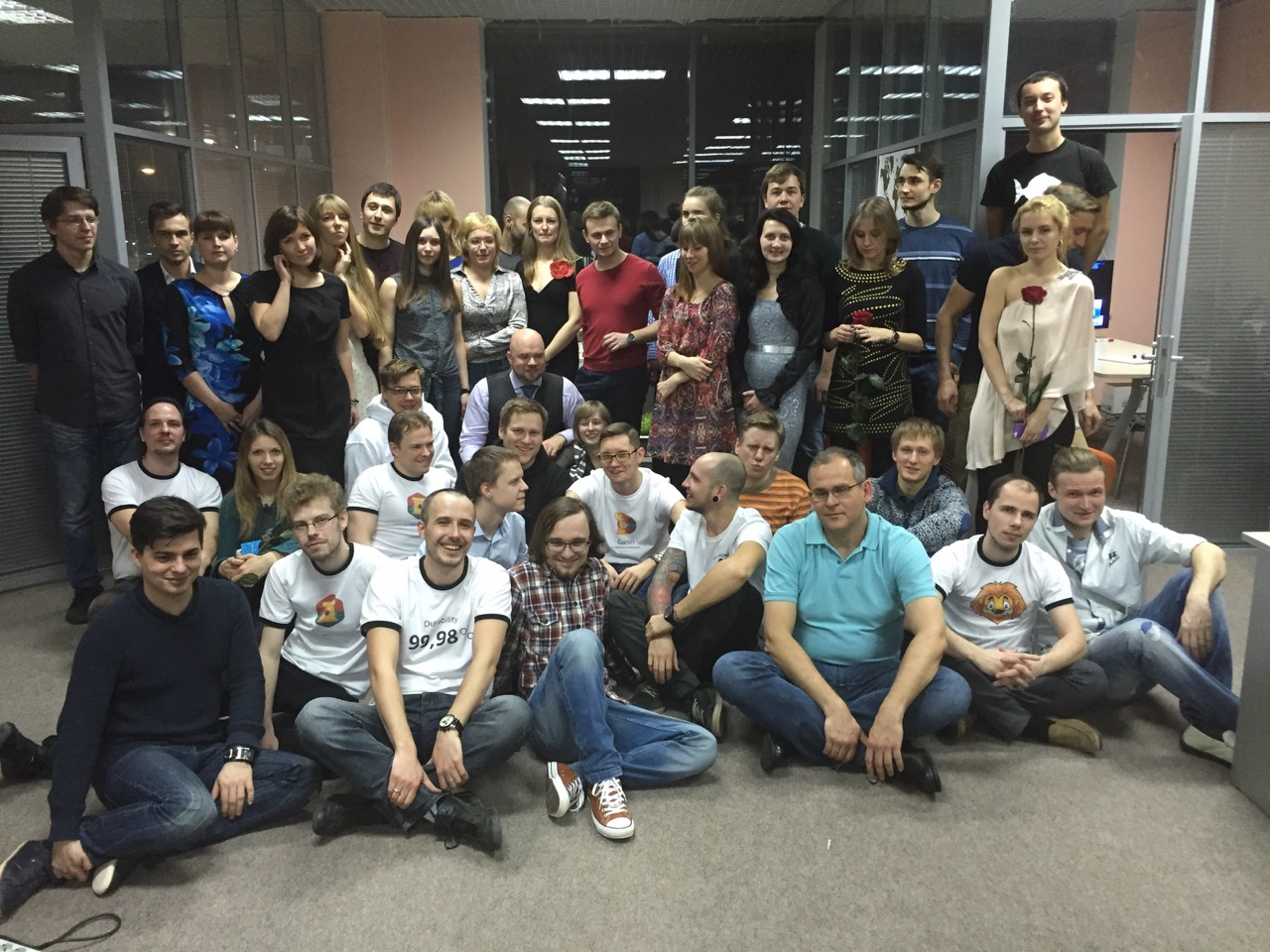
Команда в марте 2015

На начало 2014 года создатель сервиса Айнур Абдулнасыров занимал 81 место в рейтинге российских интернет-миллионеров по версии «Секрета Фирмы».
В мае компания объявила о партнерстве с Evernote
, в июле — с американским фондом TED. Итогом стали блокнот с правилами грамматики и лексики английского языка и видео-плеер с интерактивным интерфейсом, позволяющий учить английский по выступлениям экспертов.
В июне Lingualeo анонсировала запуск в Турции.
В течение года обновились мобильные приложения для всех платформ: на в iOS-версии появилась возможность смотреть TED Talks в интерактивном плеере, на устройствах с Android добавилась тренировка «Брейншторм», приложения для Windows Phone получило тест на уровень знания языка и рекомендации по дальнейшему прохождению курсов. Последнее Microsoft назвала «приложением года». Разработчики вновь уезжали на месяц в Таиланд для развития персонализации платформы.
В течение года команда Lingualeo услилилась менеджерами-выходцами из крупных компаний: бывший топ-менеджер Evernote Дмитрий Ставиский занял пост операционного директора, а позже и СЕО, экс-директор по развитию холдинга Rambler&Co Ирина Шашкина стала управляющим директором в России и СНГ, Ольга Пушкина, возглавлявшая команду маркетинга и операций в Samsung, назначена Head of International,
бывший руководитель мобильных Яндекс. Карт Артем Логинов выбран вице-президентом по продукту. Дмитрий Ставиский наращивал команду для того, чтобы привлечь очередной раунд финансирования.
Осенью Lingualeo выпустил программу подготовки к TOEFL. К концу октября число пользователей достигло 10 миллионов.
В конце декабря была представлена переработанная система с персональными планами обучения, в создание которой компания вложила $1,5 миллиона.
В это время Altair.VC Limited начинает участвовать в компании.

### 2015
В апреле компания предоставила свой продукт для B2B-продаж. Корпоративные заказчики могут обучать свой персонал английскому языку по индивидуальным программам, учитывающим отрасль компании, должность сотрудников и их уровень языка, и отслеживать процесс с помощью персонального менеджера.
В мае стало известно, что компания сокращает штат на 30 %, а остальным сотрудникам будут урезаны зарплаты. Заявленная цель — избежать кассового разрыва, так как в условиях кризиса Дмитрию Ставискому не удалось привлечь очередной раунд финансирования от желающих инвесторов, а расходы на содержание команды были уже увеличены. При этом ещё в начале года компания активно наращивала расходы, планируя экспансию на новые рынки под управлением CEO Дмитрия Ставиского. Однако в том же мае компании удалось привлечь 500 тысяч долларов от Social Discovery Ventures (SD Ventures) и Runa Capital.
Lingualeo вошел в июньскую подборку Google Play «Лучшее из России».
В июле компания сообщила, что в приложениях для мобильных устройств на базе iOS и Android появилась система персональных рекомендаций, основанная на данных о пользователе. Был обновлен раздел статистики достижений на сайте («Мой прогресс»). Он демонстрирует, как пользователь развивает отдельные языковые навыки.
В августе к команде Lingualeo в роли вице-президента по разработке присоединился Павел Гущин, экс-руководитель «Народных Яндекс. Карт».
В декабре Google опубликовал список «Лучших приложений 2015 года» для Android, в который вошло приложение Lingualeo в категории «Сделано в России».
По итогам 2015 года компания заявила о выходе на самоокупаемость в июле 2015 года, и продемонстрировала рост оборота 7 % по отношению к 2014 году.
Айнур Абдулнасыров отходит от управления компанией, сосредоточившись на другом образовательном проекте Level-90.

### 2016
В январе Lingualeo запустила «Лео-марафон», направленный на изучение мотивации в области обучения. Участники проекта занимались на сервисе 4 недели в формате соревнования. По словам представителей компании, метрики языковых навыков этих учащихся увеличились в среднем в 3,5 раза. «Марафонцы» провели в 3 раза больше времени в мобильных приложениях и в 6 раз больше времени на сайте Lingualeo по сравнению с активными пользователями сервиса, не участвовавшими в акции. В проект включились 3 тысячи человек.
В марте пост CEO покинул Дмитрий Ставиский, передав свои полномочия Ирине Шашкиной.
25 апреля компания анонсировала перезапуск платформы, заявив о полностью автоматизированном формировании грамматического навыка и словарного запаса. Тренировки грамматики дополнились 30 новыми правилами, покрыв все базовые конструкции английского языка, на каждую из которых приходится от 500 до 2000 примеров. В разделе лексических тренировок появились новые: «Саванна» (для увеличения активного словарного запаса) и «Аудиовызов» (для формирования навыка активного слушания). Упразднено понятие «Золотой статус». На смену ему пришел Lingualeo Premium, который вместе с Lingualeo Basic представил два способа пользования платформой: платный и бесплатный соответственно. В премиальную версию вошла треть тренировок.
В честь 6-летия компании в социальных сетях прошел конкурс на бесплатное обучение в Великобритании, победитель которого получил двухнедельное обучение в языковой школе в Манчестере.
Lingualeo вошел в июньскую подборку Google Play «Лучшее из России».
В июне был проведен летний «Лео-марафон», активным участникам сервис предоставил бесплатный доступ к премиальным возможностям.
К концу лета в приложении Lingualeo для устройств на базе iOS появились тренировки грамматики.
К компании присоединяется Игорь Любимов.

### 2017
В начале года в мобильном приложении Lingualeo на iOS вышел новый раздел, направленный на развитие навыка беглого чтения и понимания прочитанного. Комплекс упражнений подходит для учащихся с любой лексико-грамматической базой.
В начале мая Lingualeo объявила о выходе на рынки Испании и испаноязычной Латинской Америки.
В июне Lingualeo сообщила о запуске новых тренировок слуха (аудирования) для мобильных устройств iOS.
1 августа 2017 года Владимир Сиротинский вошел в Совет Директоров компании и был назначен Управляющим партнером.
В ноябре 2017 года Lingualeo выпускает грамматические тренировки на платформе Android для русскоговорящих, турецкоговорящих, португалоговорящих и испаноязычных пользователей.

### 2018
В начале года Lingualeo объявила о коммерческих результатах 2017 года. Компания впервые показала чистую прибыль.
Bubbletone, блокчейн для телекома, и образовательный онлайн-сервис Lingualeo объявили о стратегическом партнёрстве, целью которого является развитие доступа к онлайн-сервисам на базе децентрализованной криптографической платформы.
В марте компания Lingualeo выпустила тренировки чтения и слуха для пользователей Android на всех локалях.
В августе команда разработчиков Lingualeo выпустили обновлённую версию сайта и мобильных приложений iOS и Android. Разработчики полностью переработали логику использования сайта, отказались от устаревших элементов, внедрили новый дизайн.
Rych Dynasty Ltd. становится участником компании.

### 2019
17 мая, в связи с предшествующим трагическим инцидентом, в котором участвовал предыдущий CEO компании — Айнур Абдулнасыров, на эту должность был назначен Владимир Сиротинский.

### 2021
15 сентября управляющий директор Владимир Сиротинский скончался.

### 2022
На данный момент должность CEO компании занимает Чебурашкин Семён.

## Критика
Одна из основных проблем Lingualeo — низкая вовлечённость: всего около 4 % пользователей имеет платные аккаунты и только около 10-30 % покупают «Золотой статус» и другие опции повторно. По оценке экспертов, на начало 2013 года Lingualeo ежедневно пользовались не более 1 % пользователей или около 100 тысяч человек. Это связано с тем, что большинство пользователей быстро теряет интерес к самообразованию, несмотря на геймификацию. Разработчики пытаются изменить ситуацию введением персональных планов обучения. По данным самой компании, до июля 2015 года сервис лишь дважды выходил на самоокупаемость.
Lingualeo конкурирует за внимание пользователей с другими приложениями для изучения языков (Duolingo, Easyten, Puzzle English и др.) и специализированными соцсетями (Livemocha (22 апреля 2016 года прекратил свою работу) и Lang-8).